# The Morning After (Lied)
The Morning After ist ein von Al Kasha und Joel Hirschhorn für den Katastrophenfilm Die Höllenfahrt der Poseidon aus dem Jahr 1972 geschriebener Song. Er wurde bei der Oscarverleihung 1973 in der Kategorie „Bester Song“ mit der Trophäe ausgezeichnet, und war damit der einzige Oscar, den der insgesamt acht Mal nominierte Film tatsächlich gewinnen konnte. Zudem war er für die Golden Globe Awards 1973 nominiert. Die im selben Jahr veröffentlichte Single von Maureen McGovern konnte sich in den US-Billboardcharts auf Platz 1 platzieren.

## Hintergrund und Veröffentlichung
The Morning After wurde von den Filmkomponisten Al Kasha und Joel Hirschhorn für den Film Die Höllenfahrt der Poseidon geschrieben und zeitgleich mit diesem 1972 veröffentlicht. Im Film wird er von der Schauspielerin Carol Lynley interpretiert, gesungen wurde er allerdings von der Sängerin Renée Armand begleitet vom Orchester Alexander Courage. Er erschien zudem noch im selben Jahr als Single der Sängerin Maureen McGovern als offizielle Single von den 20th Century Studios. Im Abspann des Films wird das Lied zudem in einer Instrumentalversion von John Williams gespielt.
Das Lied erschien außerdem als erster Song auf dem gleichnamigen Debütalbum der Sängerin, das im Folgejahr veröffentlicht wurde.

## Charts und Chartplatzierungen
Die Single The Morning After stieg erstmals am 23. Juni 1973 in die US-Billboardcharts ein und stieg bis auf Platz eins vom 4. August bis 17. August. Insgesamt war das Lied 15 Wochen in den Charts, davon sechs Wochen in den Top 10, bevor es am 29. November 1973 zum letzten Mal notiert war.

## Coverversionen
The Morning After wurde von mehreren Musikern gecovert. Dabei wurde das Lied in der Regel wie der Originalsong ebenfalls als ruhige Ballade interpretiert. Die meisten Versionen erschienen bereits im Jahr 1973 aufgrund des großen Erfolgs des Liedes, darunter mehrere Instrumentalversionen. 
Zu den Bands und Interpreten, die das Lied in einer Coverversion veröffentlichten, gehören: u. a.
- 1973: Inger Öst – Det kommer alltid nya vårar (Schwedisch)
- 1973: Carla Bissi – Il giorno dopo (Italienisch)
- 1973: Floyd Cramer – The Morning After (Instrumental)
- 1973: Johnny Farnham – The Morning After
- 1973: Lafayette – The Morning After (Instrumental)
- 1973: Le Grand Orchestre de Paul Mauriat – The Morning After (Instrumental)
- 1973: Mary Stuart – The Morning After
- 1973: Peter Nero – The Morning After (Instrumental)
- 1973: Ray Conniff – The Morning After
- 1973: Roy Ayers Ubiquity – The Morning After (Instrumental)
- 1973: Roy Orbison – The Morning After
- 1973: Sam Hui – The Morning After
- 1973: Tony Riccio – The Morning After
- 1973: Wayne Newton – The Morning After
- 1974: Su Kramer – Ein neuer Morgen (Deutsch)
- 1974: Katri Helena – Jälleen aamu nousee (Finnisch)
- 1974: Ferrante & Teicher – The Morning After (Instrumental)
- 1976: Geoff Love & his Orchestra – Poseidon Adventure (Instrumental)
- 1976: Don Lane – The Morning After
- 1977: Kjell – Det kommer alltid nya vårar (Schwedisch)
- 1981: Sergio Denis – La mañana siguiente (Spanisch)
- 1992: David Kikoski – The Morning After
- 1997: Pat Valentino – The Morning After (Instrumental)
- 2004: Statica – The Morning After
- 2016: Peter Holsapple – The Morning After

## Belege
1. ↑  
Die Höllenfahrt der Poseidon (1972), Soundtracks in der Internet Movie Database (englisch); abgerufen am 8. November 2021.
2. ↑  
Maureen McGovern – The Morning After bei Discogs; abgerufen am 9. Juni 2021.
3. ↑  
Maureen McGovern – The Morning After (Album) bei Discogs; abgerufen am 9. Juni 2021.
4. 1 2  
Maureen McGovern – The Morning After. In: chartsurfer.de. Abgerufen am 8. November 2021.
5. ↑  The Morning After auf cover.info, abgerufen am 8. November 2021.